# New Brockton
New Brockton är en kommun (town) i Coffee County i Alabama. Vid 2020 års folkräkning hade New Brockton 1 428 invånare.

## Kända personer från New Brockton
- Wayne Mixson, politiker